# ژیگموند ویلانیی
ژیگموند ویلانیی (مجاری: Villányi Zsigmond; ۱ ژانویهٔ ۱۹۵۰ – ۱۳ ژانویهٔ ۱۹۹۵) ورزشکار پنج‌گانه مدرن اهل مجارستان بود.
وی در مسابقات کشوری و بین‌المللی در مجموع برندهٔ ۱ مدال نقره شده‌است.